# Гаккебуш, Валентин Михайлович
Валентин Михайлович Гаккебуш (1881, Немиров, Винницкая область — 1931) — российский психиатр. Брат Михаила и Любови Гаккебуш.
Окончил медицинский факультет Московского университета (1904). Работал, главным образом, на Украине. С 1925 г. заведующий кафедрой психиатрии Киевского медицинского института, с 1927 г. также руководитель Киевского психоневрологического института.
Гаккебуш исследовал проблемы кровоснабжения мозга и, в частности, в 1912—1916 гг. участвовал в описании комплекса симптомов, названного болезнью Гаккебуша-Гейера-Геймановича и близкого к болезни Альцгеймера. Он также изучал нервно-психические расстройства травматического происхождения, занимался проблемами судебной психиатрии (опубликовав, в частности, «Курс судебной психопатологии», 1928), психиатрической этики, организации психиатрической помощи и др. Вместе с Б. Н. Маньковским основал журнал «Советская психоневрология» (1925, первоначально под названием «Современная психоневрология»).
Валентин Гаккебуш выступал с критикой психоанализа (в частности, в статье «К критике современного применения психоаналитического метода лечения»):

Не принимайте нас за противников Фрейда. Нельзя отождествлять этого великого ученого с его последователями, да ещё нашими доморощенными. Я преклоняюсь перед великими заслугами Фрейда, пред теми откровениями, какими мы обязаны ему. Но мы не можем не замечать его преувеличений, не должны молчать о них. И должны всячески бороться против преувеличений и увлечений его особенно ярых последователей.